# تركيز (كيمياء)

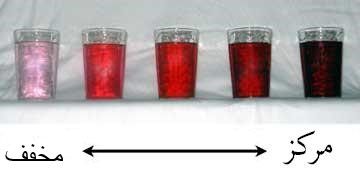
تراكيز مختلفة لصبغة حمراء متدرجة من اليسار (ممددة) إلى اليمين (مركزة).

في الكيمياء، التركيز عبارة عن تعبير معين يدل على مقياس كمية مادة بالنسبة إلى أخرى في المخلوط. وهذا يمكن ان يطبق على أي نوع من أنواع المخاليط الكميائية، ولكن في الغالب يقتصر هذا المفهوم على المحاليل المتجانسة، وفي هذه الحالة تشير إلى كمية المذاب في المذيب.
توجد صيغ عدة للتعبير عن التراكيز منها المولية الحجمية، النظامية، الكسر المولي وصيغ أخرى مختلفة.
يقاس التركيز كالآتي:
إذا أذبنا 30 جرام من ملح الطعام في 1000 سنتيمتر مكعب من الماء، يكون لدينا محلولا ذو تركيز:
30 جرام / 1000 سنتيمتر مكعب = 3 جرام/100 سنتيمتر مكعب.
أي تركيز 3 جرام/100 سنتيمتر مكعب.
مثال آخر:
إذا أذبنا 30 جرام من الملح في 750 سنتيمتر مكعب من الماء، أصبح لدينا محلولا تركيزه 4 جرام/100 سنتيمتر مكعب.

## تركيز وزني
يعرف التركيز الوزني أو تركيز الكتلة كالآتي:
{\displaystyle \rho \mathrm {(i)} ={\frac {m\mathrm {(i)} }{V\mathrm {(Liquid)} }}}
حيث:
({\displaystyle {m\mathrm {(i} }} كمية المادة المذابة ب الجرام
({\displaystyle {V\mathrm {(liquid} }} حجم السائل المذيب.
ملحوظة: هذه المعادلة تصلح لحساب تركيز مادتين أو أكثر في سائل، ففي حالة مادتين مثلا السكر و الملح في سائل كالماء، يعني الرمز (i ) سكر ونعيّن تركيز السكر، أو تعني ملح و نحسب تركيز الملح. أو تعني أي مادة ثالثة نذيبها في السائل. كل تركيز على حدة.

## مثال حسابي
تركيز أيونات المغنسيوم 2و8 مللي جرام / لتر. (مثلما نجد على سبيل المثال على زجاجة مياه معدنية )
فالتركيز نحسبه بقسمة الكتلة (هنا 2و8 مللي جرام ) على حجم المذيب ( وهو هنا 1 لتر من الماء).
ملحوظة: 1 لتر هو مقياس «حجمي» وليس مقياس وزني وهو يساوي 1000 سنتيمتر مكعب. ولا يصح اعتبار اللتر وزنا.
كما توجد تعريفات أخرى باستحدام مول بدلا من الجرام.

## حساب التركيز المولي
تعرف الكتلة المولية بأنها الوزن بالجرام لكل مول من المادة.
مثال على ذلك: تبلغ الكتلة المولية ل حامض الكبريتيك 08و98 جرام/مول.
والآن نكمل مسألتنا:
إذا كان لدينا محلولا بتركيز 8و0 مول من حامض الكبريتيك، يكون في 1 لتر من المحلول 8و0 مول من 
H2SO4. فما هي كتلة حامض الكبريتيك 
H2SO4 الموجودة في حجم 3 لتر من المحلول ؟
{\displaystyle m_{H_{2}SO_{4}}=c_{H_{2}SO_{4}}\cdot M_{H_{2}SO_{4}}\cdot V=0{,}8\,{\frac {\mbox{mol}}{\mbox{liter}}}\cdot 98{,}08\,{\frac {\mbox{g}}{\mbox{mol}}}\cdot 3{,}0\,{\mbox{liter}}=235{,}392\,{\mbox{g}}}
حيث التركيز: c ويعطى هنا بالمول/ لتر
m الكتلة بالجرام
M الكتلة المولية لحامض الكبريتيك
V الحجم وهو هنا باللتر.
كما من الأفضل استعمال وحدة الحجم لتكون ديسيمتر مكعب مثلا، بدلا من اللتر، لأن البعض يعتقد خطءا أن اللتر وحدة وزنية وليست وحد حجم. وسنتبع ذلك في مثالنا التالي:
في المثال التالي نبحث عن عدد الجزيئات:
نبحث عن عدد الجزيئات Nالموجودة في حجم 2 سنتيمتر مكعب من محلول سكر في الماء بتركيز 3 مللي مول:
التركيز: c هنا بالمول/ديسيمتر مكعب، (1000 سنتيمتر مكعب).
يعطينا NA (عدد أفوجادرو) عدد الجزيئات/ مول، وباستخدامه نحصل على:
{\displaystyle N_{C_{12}H_{22}O_{11}}=c_{C_{12}H_{22}O_{11}}\cdot V\cdot N_{A}=0{,}003\,\mathrm {\frac {mol}{dm^{3}}} \cdot 0{,}002\,\mathrm {dm^{3}} \cdot 6{,}022\cdot 10^{23}\,\mathrm {mol^{-1}} =3{,}6132\cdot \mathrm {10^{18}} }

## اقرأ أيضا
- التركيز الحيوي
- توازن دينامي
- مول
- جزء مولي
- كتلة مولية
- مركز (كيمياء)